# Canal des Boucheries
Le canal des Boucheries est un ancien canal qui s’étendait de la rue de la Vieille Comédie jusqu'à l’angle de la rue de Roubaix avec la rue à Fiens. C'était l’un des nombreux petits canaux non navigables qui parcouraient la ville de Lille avant leur couverture ou leur remblaiement  à la fin du XIXe siècle.

## Description
Le canal  débutait sur le canal de la Vieille Comédie à l'arrière du n° 5 de la rue de la Vieille Comédie, passait sous la rue Neuve, s’écoulait parallèlement à la rue Saint-Nicolas à l’arrière des bâtiments de cette rue et de la Grand-Place. Son cours se poursuivait jusqu’à la rue des Récollets (actuelle rue des Arts) dans des voies disparues lors du percement de la rue Faidherbe en 1870, place du Marché aux poissons, Vieux marché aux poulets. Il se jetait dans le canal de la Quenette à l’angle des rues à Fiens, de Roubaix et de la Quenette. 
Sa largeur variait de 3 à 10 m.

## Origine du nom
Le canal tire son nom de  boucheries municipales, les « vieilles boucheries », établies ou agrandies en 1285, derrière la halle échevinale à l’emplacement du débouché de la rue Faidherbe sur la place du théâtre  déplacées vers 1550 rue Saint-Nicolas, les « nouvelles boucheries ». Le canal s’écoulait sous ces boucheries.

## Historique
L’origine du canal est peut-être la création d’un port  à l‘intérieur de la ville à la suite  de l’achat par la ville en 1271 de la Haute Deûle et de sa canalisation de la Bassée à Lille de 1271 à 1281. Ce port  de 30 pieds de large s’étendait de la tour de Rihour de l’enceinte (située à l’angle des actuelles rue des Fossés et de la Vieille Comédie) au pont de Fins construit en 1239 sur la rue de la Corwanderie, (actuelle rue Pierre-Mauroy)  à un emplacement compris entre la rue Saint-Nicolas et la Grand-Place. 
Ce port s’envase et n’était plus utilisé en 1418. Il est remis en état en 1455 mais avait disparu au milieu du XVIe siècle.
Le canal des boucheries double l’ensemble des canaux parallèles formé par le canal de la rue de Paris et le canal des Ponts de Comines de création antérieure
Le creusement de ces deux ensembles de canaux à une date incertaine, au XIIe siècle ou au cours du XIIIe siècle, a contribué à assécher le bras de la Deûle, qui s’étendait en largeur, approximativement de la Grand-Place à la rue des Ponts-de-Comines,  et à permettre l’urbanisation de cet espace compris entre le forum primitif (à l’intérieur du triangle formé par la  rue Esquermoise, la rue Basse, la rue de la Grande-Chaussée, la rue de la Bourse) et le bourg de Fins (autour de l’église Saint-Maurice), ce qu'attestent la fondation de l’hospice Saint-Nicolas en 1231 à l’emplacement de l’angle des rues Neuve et Saint-Nicolas, de la halle échevinale en 1253  à l’emplacement de l’arrivée de la rue Faidherbe sur la place du Théâtre et des boucheries à proximité en 1285.
Ce canal qui recevait les ordures des boucheries était très pollué. Il est recouvert sur une grande partie de cours assez tôt, la couverture et le comblement des tronçons encore à l’air libre (derrière le bâtiment de  l’écho du Nord, future Voix du Nord, à l’arrière de la rue Saint-Nicolas) date des années 1900.